# ميلاني إيستر
ميلاني إيستر (بالإنجليزية: Melanie Easter)‏ هي تريثلت بريطانية، ولدت في 28 نوفمبر 1972 في ورك في المملكة المتحدة.